# Липяны
Липяны (пол. Lipiany, нем. . Lippehne) — город в Польше, входит в Западно-Поморское воеводство, Пыжицкий повят. Имеет статус городско-сельской гмины. Занимает площадь 5,5 км². Население — 5000 человек (на 2004 год).

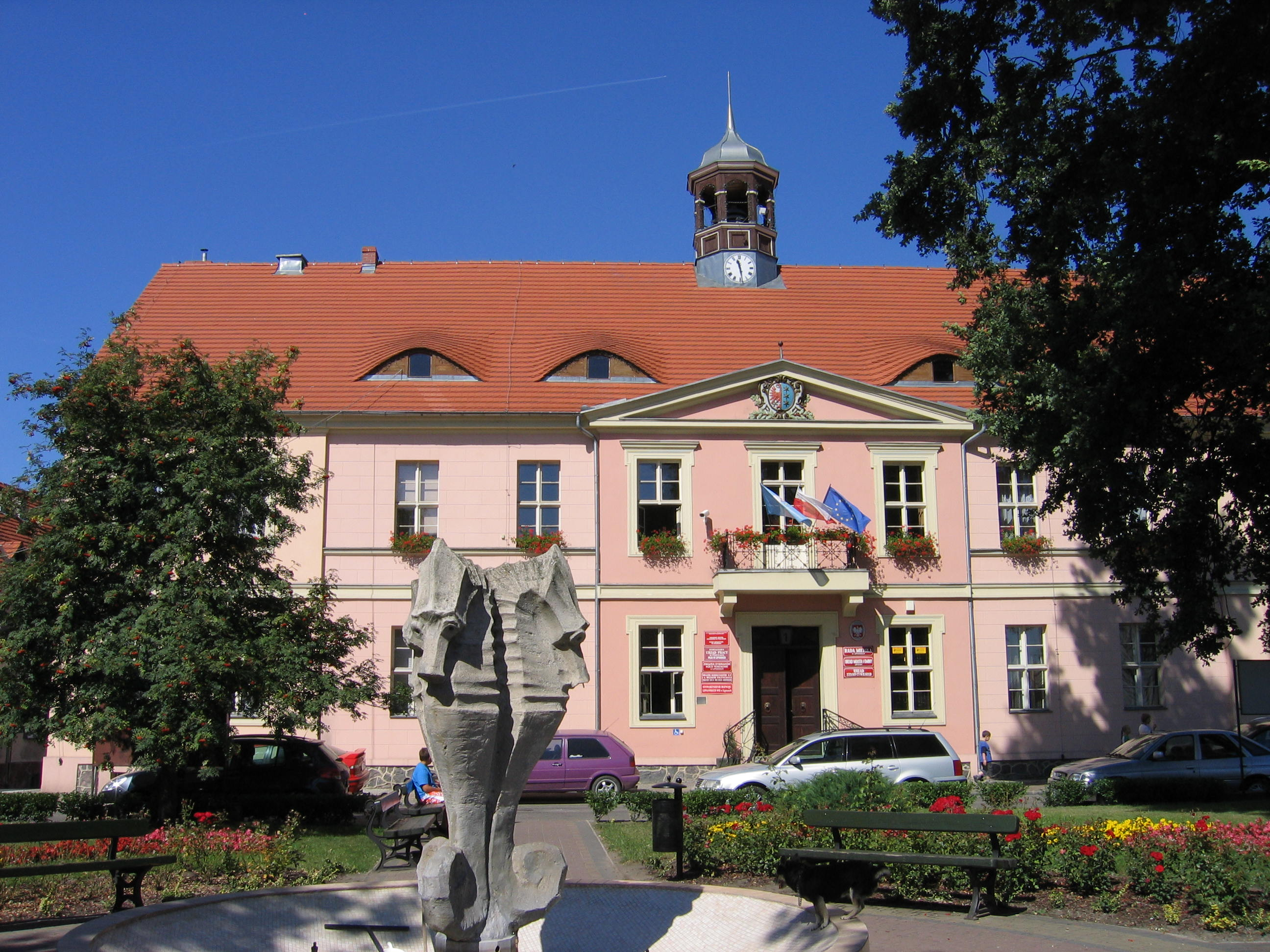
Ратуша
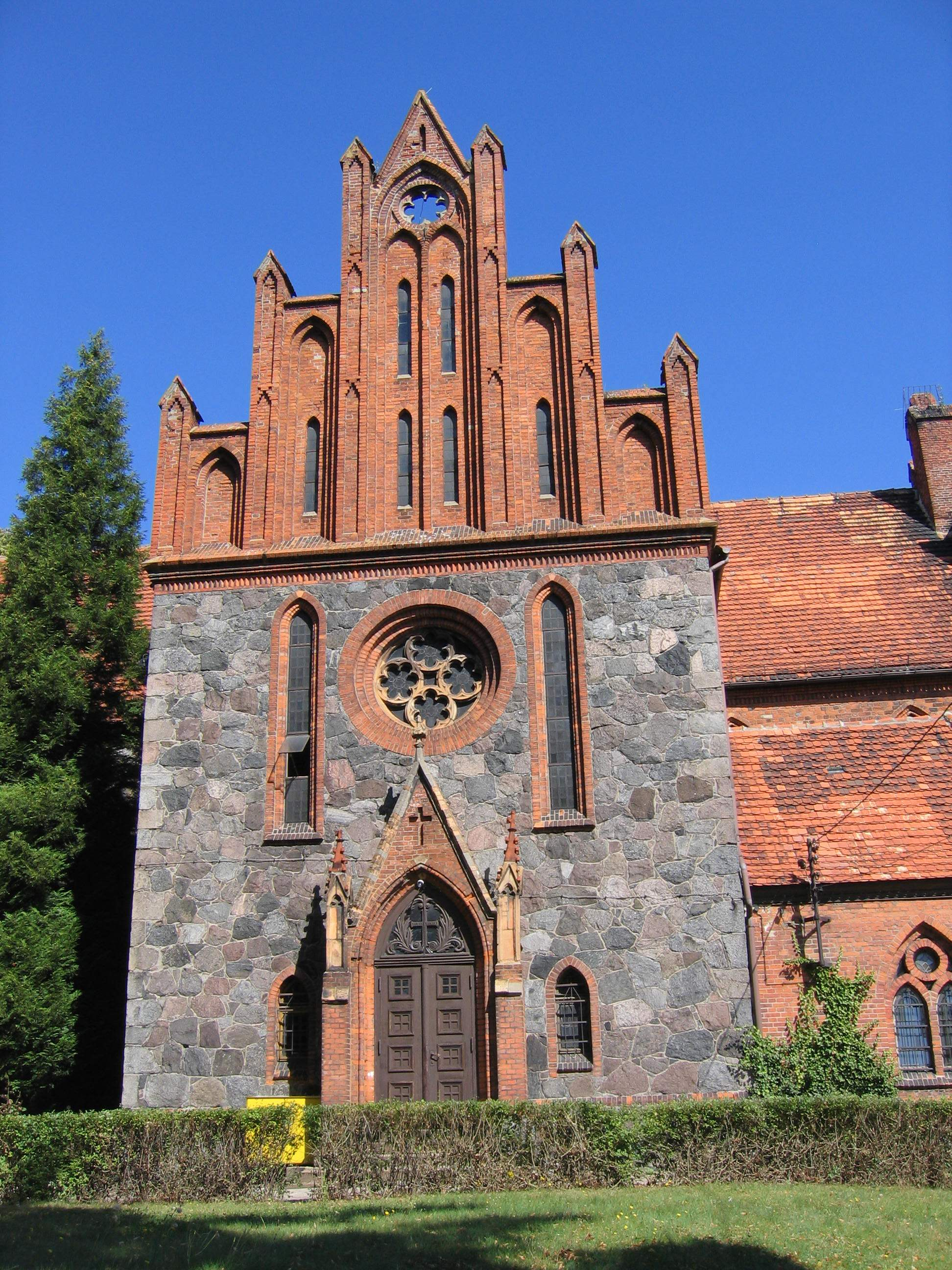
Лютеранская кирха (до 1945 года)
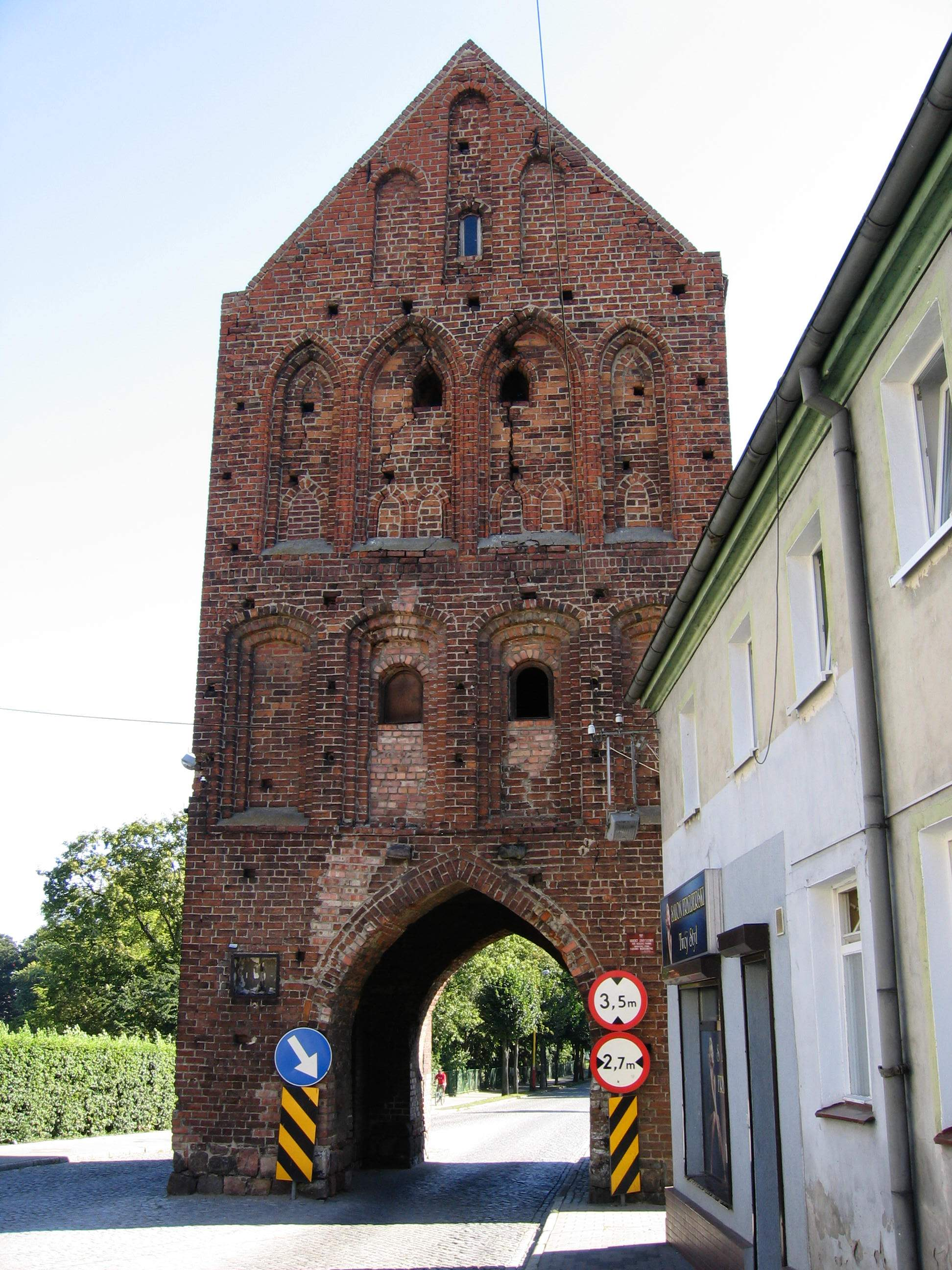
Мыслиборские ворота (Зольдинерские до 1945 года)
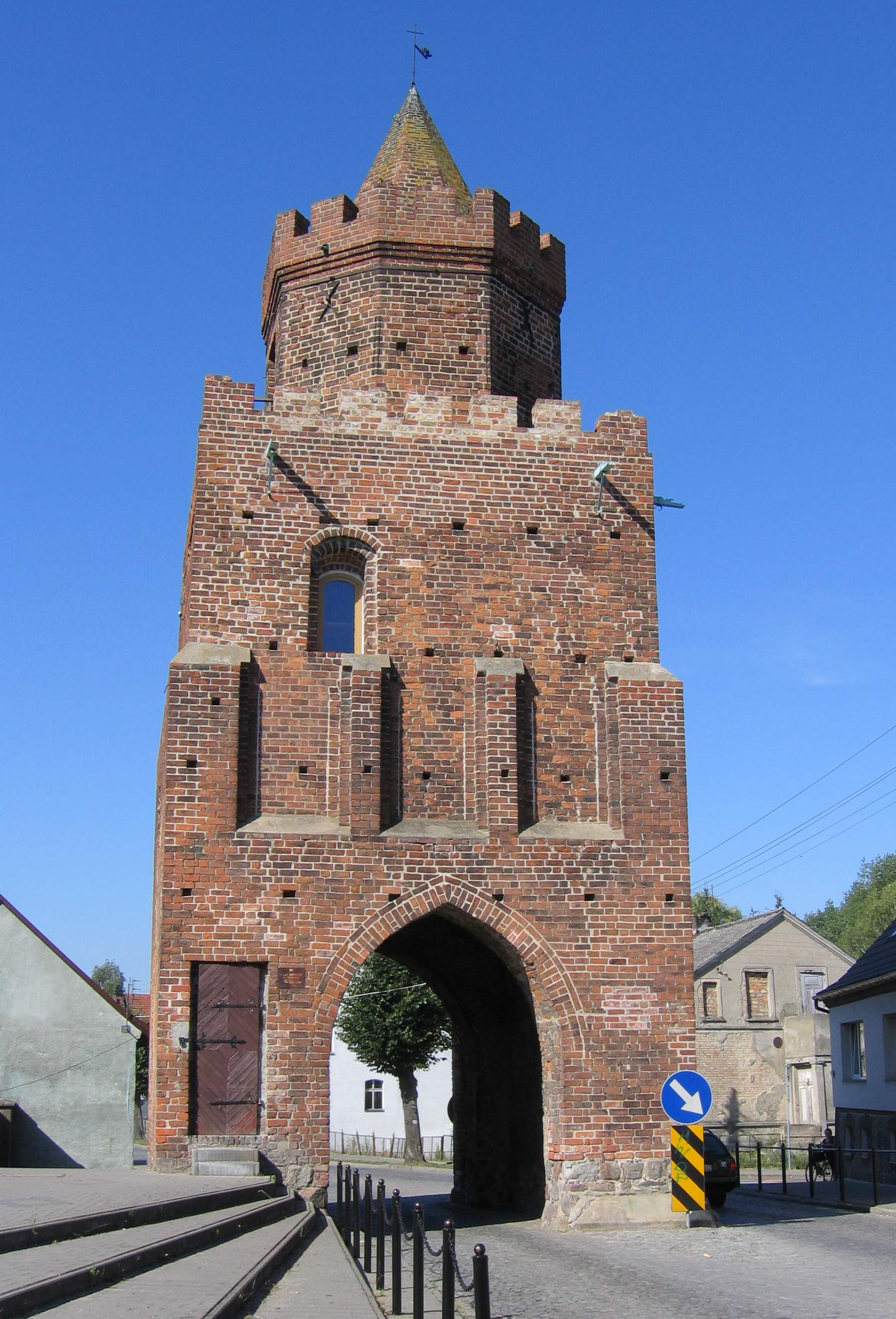
Пыжицке ворота (Пурицерские до 1945 года)